# Batrisodes schaumi
Batrisodes schaumi är en skalbaggsart som först beskrevs av Aubé 1844.  Batrisodes schaumi ingår i släktet Batrisodes och familjen kortvingar. Inga underarter finns listade i Catalogue of Life.